# Kakwusis Lake
Kakwusis Lake är en sjö i Kanada.   Den ligger i provinsen Manitoba, i den sydöstra delen av landet, 1 700 km nordväst om huvudstaden Ottawa. Kakwusis Lake ligger 208 meter över havet. Arean är 4,1 kvadratkilometer. Den sträcker sig 4,1 kilometer i nord-sydlig riktning, och 3,2 kilometer i öst-västlig riktning.
I omgivningarna runt Kakwusis Lake växer i huvudsak blandskog. Trakten runt Kakwusis Lake är nära nog obefolkad, med mindre än två invånare per kvadratkilometer.